# Калуський ліцей № 1

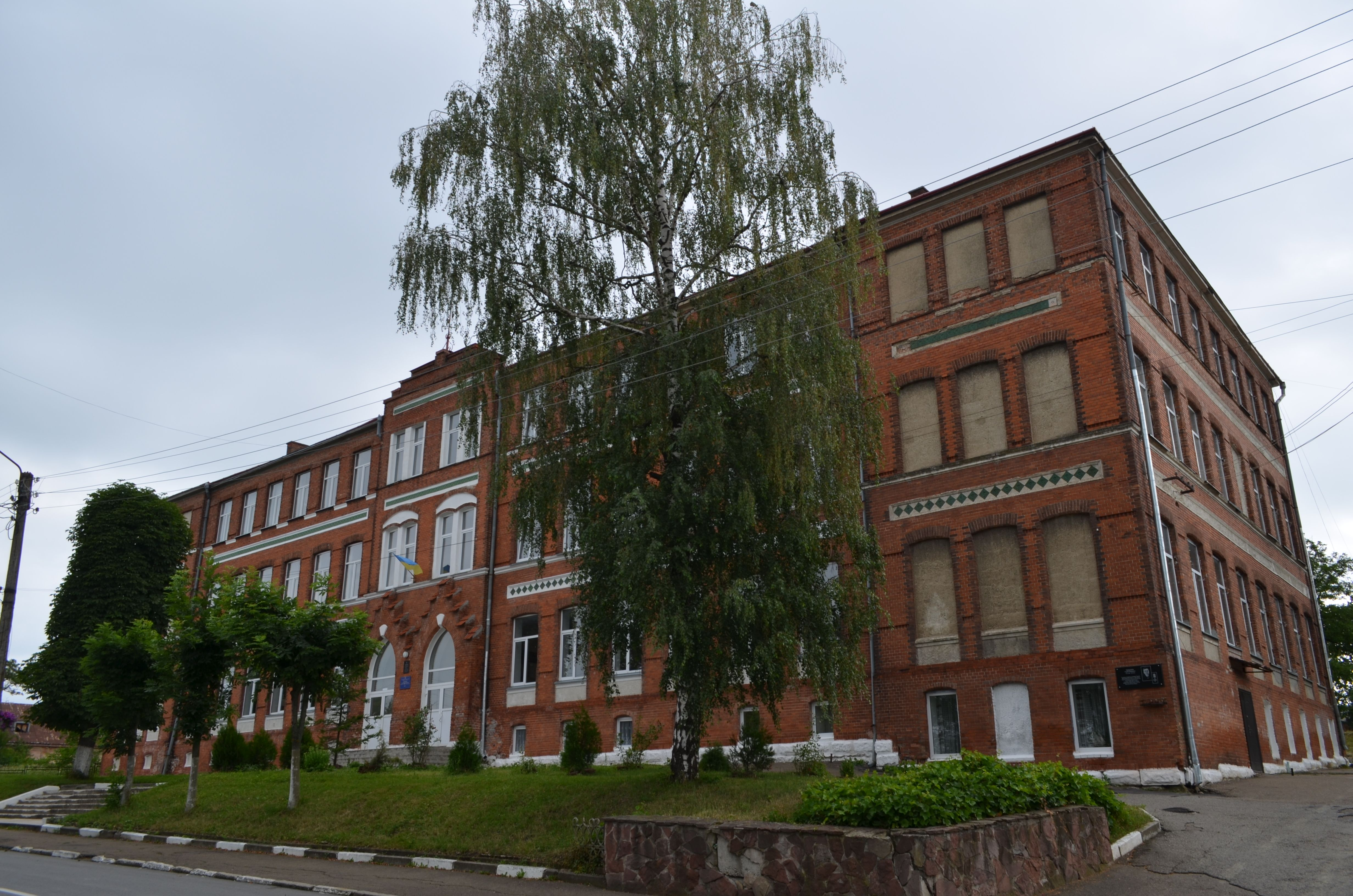
На фото Калуський ліцей №1

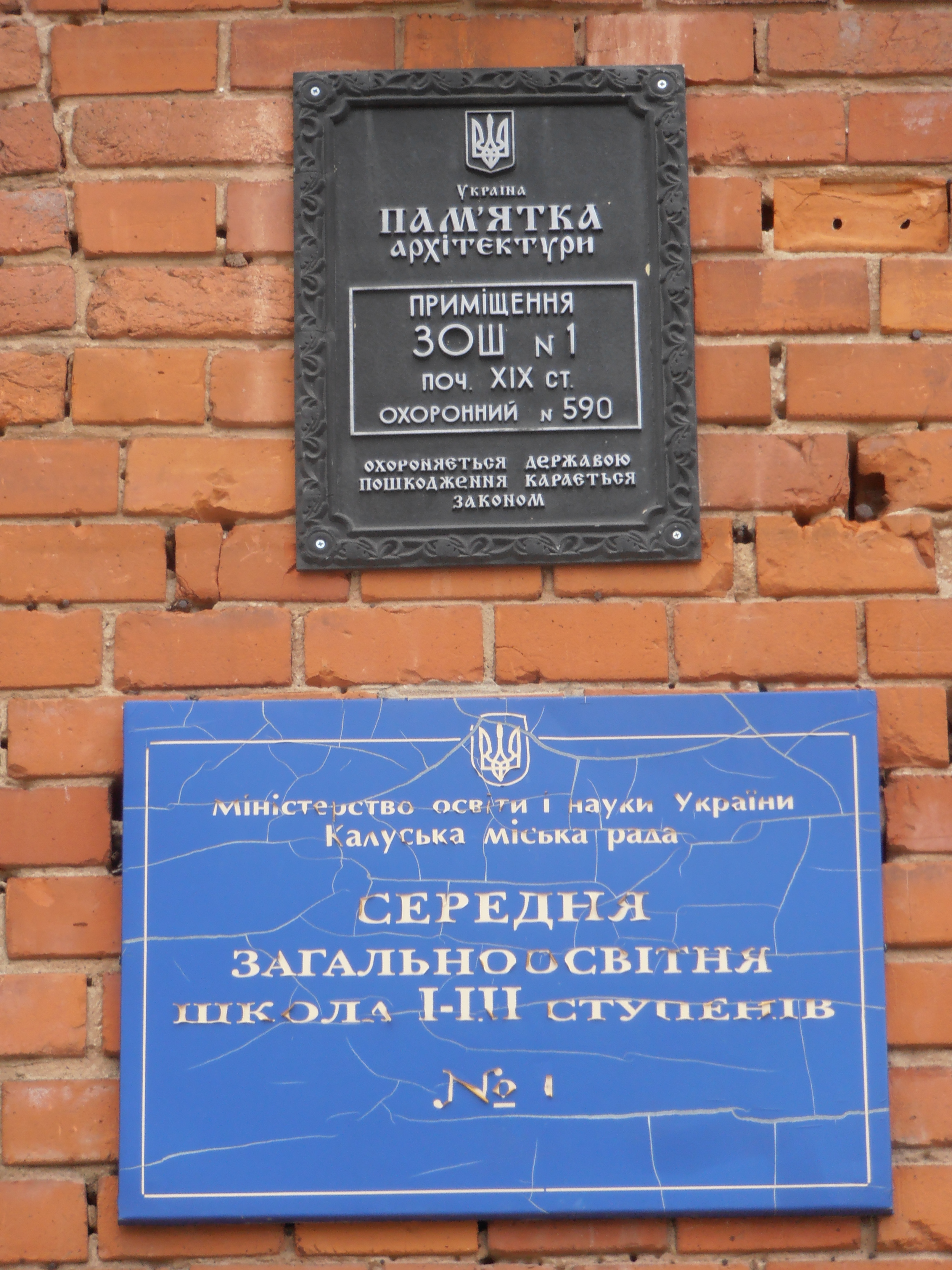

Калуський ліцей № 1 — загальноосвітній навчальний заклад для учнів перших – одинадцятих класів. Зведена в 1883 р. за проектом архітектора Тадеуша Мюннінха, Архітектурна пам’ятка XIX ст, охоронний номер 590. Народна назва «червона школа». Розташована у м. Калуш Івано-Франківської обл. на вулиці Івана Франка, 6.

## Архітектура
Сучасний вигляд школа набула в 1883 році. Саме тоді в усіх середніх та великих містах Галичини були збудовані німецькі школи з червоної, нетинькованої цегли в аркадовому, неоготичному стилі, якому притаманні високі готичні фронтони. Архітектор будівлі — львівський архітектор і педагог Тадеуш Вацлав Мюнніх, на що вказує план проєкту школи.
Шестикласна Народна школа в Калуші містила жіноче та чоловіче відділення. Головний фасад симетричний. У центрі будівлі були розташовані входи до обох шкіл. Набір приміщень для кожного відділення складався з восьми класних кімнат (одного класу на 40 учнів та одного на 60; двох навчальних приміщень для 50 і трьох для 80 учнів); аудиторії «для релігії»; канцелярії та санвузлів на обох поверхах у кожному крилі.
Частина першого поверху у флангових частинах дворового фасаду була відведена під помешкання керівників. У правій, жіночій частині будівлі, — двокімнатне, у лівій — трикімнатне житло керівника чоловічого відділення та, за сумісництвом, директора всієї школи.
У підвалі, окрім господарських приміщень, під помешканням керівника жіночої школи розташовані загальна кухня і кімната вахтера школи.
Перекриття над підвалом — цегляні склепіння. Висота софіту в класних кімнатах сягала 4 метрів, у житловій частині, а також шкільних санвузлах та допоміжних приміщеннях — 3,2 метра.

## Функціонування школи
Калуська загальноосвітня школа І-ІІІ ступенів №1 найстаріша в місті. Від 1920 до 1939 року ця школа в приміщенні з червоної цегли існувала в якості елітної (відомої в Галичині) польської гімназії, де поряд з німецькою мовою, латиною, викладали також й українську.
Як українська, почала працювати у 1939 році. Спочатку вона знаходилася в приміщенні так званої «білої школи», побудованої за методом народної будови.  У 1972 році частина колективу була переведена у новозбудовану ЗОШ №3.  З 1976 року і по сьогодні школа знаходиться в приміщенні «червоної школи» З вересня 1992 року школі належить вся будівля.
Діяльність загальноосвітньої школи І-ІІІ ступенів №1 регламентується її Статутом, який затверджено рішенням Калуської міської ради школи від 09 вересня 2014 р. за №2604.
Змінювалася і сама назва школи. У 1957 році Калуську середню школу №1 було перейменовано на Калуську середню загальноосвітню трудову політехнічну школу з виробничим навчанням, у 1975 році – на Калуську середню школу №1, у 1993 році – загальноосвітню школу І-ІІІ ступенів №1, у 2000 році – у середню загальноосвітню школу І-ІІІ ступенів №1. А з 2004 року, згідно з рішенням Калуської міської ради №556 від 16.09.2004 р. «Про зміну назв загальноосвітніх навчальних закладів», повна назва школи – Калуська загальноосвітня школа І-ІІІ ступенів №1 Калуської міської ради Івано-Франківської області.

## Музей старожитностей та історії школи №1
Музей створено 29 березня 2011 року, Михайлом Гніздовським – вчителем музичного мистецтва та культури. Віднайдено і зведено експонати з Івано-Франківської та Львівської областей. Знаходиться у приміщенні підвалу школи. У музеї нині зберігається полотно, «датоване» 1955 роком, веретено, багато вишиванок,  кужіль, дергальна та чесальна щітки, витушка, терлиця-витирачка, якою льон вичісували від насіння, глечики, сулії, дійнички, маслянки, макітри і ситечко з соломи для проціджування молока.

## Відомі випускники
- Тадеуш Йордан Розвадовський
- Богдан Бандера
- Едвард Гловацкі
- Ірина Сохацька-Онищенко
- Фіцалович Христина
- Токмаков Сергій
- Гох Альберт